# Lo que la vida me robó
Lo que la vida me robó es una telenovela mexicana producida por Angelli Nesma Medina para Televisa, entre 2013 y 2014. Es una adaptación de las telenovelas de época Bodas de odio, original de Caridad Bravo Adams y Amor real, ambas fueron adaptadas por María Zarattini y en esta ocasión fue ambientada en época actual y moderna. Se estrenó por el Canal de las Estrellas el 28 de octubre de 2013 en sustitución de La tempestad, y finalizó el 27 de julio de 2014 siendo reemplazada por Hasta el fin del mundo.
Está protagonizada por Angelique Boyer, Sebastián Rulli y Luis Roberto Guzmán, junto con Daniela Castro, Sergio Sendel, Grettell Valdez, Alexis Ayala, Lisset y Ferdinando Valencia en los roles antagónicos.

## Trama
En el pueblo de Agua Azul, Campeche, hay una joven mujer de «buena posición social» llamada Montserrat (Angelique Boyer), cuya madre, Graciela (Daniela Castro), domina a su antojo para su propio interés con el fin de conservar el «estatus social». Su familia está en bancarrota, es por ello que, Montserrat hace todo lo que su madre le ordena.
A pesar de que Montserrat ya estaba comprometida con Sebastián de Icaza (Osvaldo de León) desde su adolescencia, lo engaña con un hombre que pertenece a la milicia y es de clase baja, José Luis (Luis Roberto Guzmán), pero es descubierta por Sebastián y él decide irse lejos de su vida. Dimitrio (Osvaldo Benavides), el hermano de Montserrat, descubre la relación de ella y José Luis, y decide contarle a su madre, Graciela intenta todo lo posible por separarlos por medio de intrigas y mentiras.
Mientras tanto, Alejandro (Sebastián Rulli), el peón en la hacienda "Almonte", él más leal del patrón Benjamín Almonte (Alfredo Adame), se entera de la verdad de su origen. Tras la muerte de Benjamín, dejando todo su dinero, su hacienda y revelarle que es su padre. Él no recibe bien la noticia, decide irse a hacía el mar, donde se encuentra con Montserrat quien lo abraza y lo confunde con José Luis, lo que provoca que Alejandro se enamore de Monserrat.
El vicio de Dimitrio hizo que perdiera los derechos de la vivienda y esto alerta a su madre. Graciela en su desesperación, ve en Alejandro una solución para cubrir esas deudas, decide entregarle los papeles a Alejandro, pero con la condición de que lo ayudara a acercarse más a su hija y pueda casarse con él y para ello Graciela hace todo lo posible para alejar a José Luis de la vida de Montserrat a tal punto de enviarlo a la cárcel y dañar el concepto que tiene Montserrat de su gran amor.
Montserrat se casa con Alejandro y al mismo tiempo recibe una carta de José Luis; la cual indica que ambos deben encontrarse en un muelle; ya en el lugar José Luis le cuenta que estuvo encerrado injustamente a causa de Graciela y Dimitrio; ambos deciden escaparse esa misma noche; pero no contaban con que Víctor (Alejandro Ávila) (Mejor amigo de Alejandro) los espiaba; este le cuenta todo lo sucedido a Alejandro, quien explota de rabia e impide la fuga de Montserrat y José Luis.
Ya en la hacienda Almonte, Montserrat vive infeliz puesto a que es prisionera de Alejandro y enemiga de María (Grettell Valdez) (Amiga de Alejandro) quien está enamorada de Alejandro; pero el dolor de Montserrat se agrava cuando se entera de la muerte de José Luis, quien cayó a un precipicio junto a su amigo Refugio (Carlos de la Mota); puesto a que eran fugitivos de la justicia. Alejandro hace todo lo posible para que Montserrat sea feliz; incluso contrata a Rosario (Ana Bertha Espín), una humilde mujer; quien es la verdadera madre de Alejandro, para estar al pendiente de Montserrat.
Debido a los constantes rechazos de Montserrat, Alejandro se acerca más a María; quien hace notoria su felicidad; por lo cual Montserrat no puede evitar sentir celos, con el paso del tiempo llega un hombre a la hacienda, se hace llamar Antonio Olivares; pero, en realidad es José Luis, quien no murió y viene en busca de Montserrat; sin embargo ya es muy tarde, debido a que Montserrat está perdídamente enamorada de Alejandro, por lo que José Luis se va de la hacienda junto a Angélica (Ilithya Manzanilla) (Mujer enferma enamorada de José Luis); mientras que Montserrat y Alejandro están más enamorados que nunca, una noche ambos se entregan con pasión y fruto de ese amor Montserrat está embarazada; con el paso de los días Alejandro se entera que Antonio es en realidad José Luis, motivo por el cual corre a Montserrat embarazada de la hacienda y duda de su paternidad.
Montserrat da a luz un niño (Lauro), al mismo tiempo descubre que Rosario es la madre de Alejandro; Montserrat entrega las pruebas de ADN a Alejandro; quien al enterarse de que Lauro es su hijo, se arrepiente de haberse negado a su derecho de padre y divorciarse de la mujer que ama. Con el tiempo Alejandro busca reconquistar a Montserrat hasta que finalmente lo consigue y ambos planean casarse nuevamente.
Por otro lado María, llena de odio dispara a Montserrat y es internada en una clínica, Alejandro viaja en una avioneta junto a Víctor y Nadia (Alejandra García), en ese mismo instante se entera del accidente de Montserrat y la avioneta cae al mar provocando la muerte de los tres personajes. Montserrat se entera de la muerte de Alejandro y sufre por su pérdida. Pasan 7 años luego de la tragedia; José Luis y Angélica se casan y posteriormente esta fallece, lo que genera que José Luis herede una gran cantidad de dinero; siendo el nuevo objetivo de Graciela quien quiere unir a Montserrat y José Luis a toda costa, logrando al fin su propósito.
El día de la boda Alejandro reaparece luego de estar 7 años en coma, y es testigo de que José Luis le robó su vida. Montserrat tiene una hija; pero, es desdichada al lado de José Luis, puesto a que este ha cambiado. Un día Alejandro se devela a Montserrat; quien llena de felicidad lo abraza y besa; desde aquel entonces ambos son amantes. María se entera de que Alejandro está vivo y que ama a Montserrat; es por ello que María le cuenta a José Luis, sobre el amorío; este lleno furia descubre a Alejandro y Montserrat en un hotel; motivo por el cual enfurece con Montserrat; pero, ella sigue viendo a Alejandro. Con el tiempo José Luis sabe que nunca podrá obtener el amor de Montserrat y deja que ella esté junto a Alejandro.
Por otro lado María hace su último intento de quedarse con Alejandro y para ello envenena a Alejandro y posteriormente ella realiza esa misma acción; en los últimos minutos de vida de Alejandro llega Montserrat y Pedro Medina (Sergio Sendel), quien ofrece un antídoto para el envenenamiento a cambio de cualquier precio y Montserrat acepta; mientras que María fallece a causa de su locura.
Luego de un tiempo Pedro Medina cobra el favor secuestrando los hijos de Montserrat y Alejandro (Graciela permitió el secuestro); además rapta a la hija de Nadia y Víctor; pasado este suceso los padres se encuentran muy desesperados por la desaparición de sus hijos; Montserrat sospecha de su madre y la confronta; quien finalmente asume su colaboración con Pedro Medina. Dimitrio lleva a su madre cerca a un parque donde esta se suicida lanzándose a un precipicio. José Luis encuentra a los niños en jaulas con bombas, José Luis trata de desactivar las bombas, sin resultado; así que aleja a los niños de la zona de peligro; pero, al último momento las bombas explotan, ocasionando el deceso de José Luis. Al final Montserrat ingresa a la iglesia a despedirse del cuerpo de José Luis y sale de la mano de Alejandro junto a Rosario y sus hijos; para vivir felices por mucho tiempo.

## Reparto

### Principales
- Daniela Castro como Graciela Giacinti de Mendoza / Gaudencia Jiménez
- Angelique Boyer como Montserrat Mendoza Giacinti
- Sebastián Rulli como Alejandro Almonte
- Luis Roberto Guzmán como José Luis Álvarez / Antonio Olivares
- Sergio Sendel como Pedro Medina
- Rogelio Guerra como Lauro Mendoza
- Eric del Castillo como Padre Anselmo Quiñones
- Grettell Valdez como María Zamudio
- Alberto Estrella como Juventino Zamudio
- Ana Bertha Espín como Rosario Domínguez
- Juan Carlos Barreto como Macario
- Gabriela Rivero como Carlota Mendoza
- Luis Uribe como Ignacio Robledo
- Osvaldo Benavides como Dimitrio Mendoza
- Verónica Jaspeado como Josefina Valverde
- Margarita Magaña como Esmeralda Ramos
- Carlos de la Mota como Refugio Solares
- Alejandro Ávila como Víctor Hernández
- Ale García como Nadia Argüelles
- Lisset como Fabiola Guillén Almonte / Fabiola Almonte Giacinti
- Francisco Gattorno como Sandro Narváez
- Ferdinando Valencia como Adolfo Argüelles «El Alacrán»
- Marco Uriel como Efraín Loreto
- Isabella Camil como Amelia Bertrand de Arechiga
- Luis Xavier como Joaquín Arechiga
- Ilithya Manzanilla como Angélica Arechiga
- Natalia Juárez como Virginia Arechiga
- Alejandra Procuna como Dominga García
- Ricardo Kleinbaum como Samuel Barajas
- Ricardo Vera como Licenciado
- Iván Caraza como Tomás Valverde
- Patricia Conde como Prudencia Robledo
- Alexis Ayala como Ezequiel Basurto

### Recurrentes e invitados
- Jessica Mas como Teniente Mónica Rentería
- Luis Gatica como Bruno Gamboa
- Alex Sirvent como Erik
- Óscar Daniel Duarte como Lauro «Laurito» Almonte Mendoza
- Ana Paula Martínez como Victoria Hernández Argüelles
- Maru Dueñas como Zulema
- Juan Romanca como Gaspar Zamudio
- Osvaldo de León como Sebastián de Icaza
- Alfredo Adame como Benjamín Almonte
  - Ignacio Casano interpretó a Benjamín de joven
- Enrique Montaño como Jacinto
- Lizzeta Romo como Violeta
- Otto Sirgo como Regino
- Rafael Amador como Teniente Avellaneda

## Producción
La producción de la telenovela inició grabaciones el 2 de septiembre de 2013, en la locación del estado de Campeche, México; los primeros actores confirmados fueron Sebastián Rulli, Angelique Boyer, Osvaldo Benavides, Grettell Valdez —quién interpreta a una de las villanas principales— y Alexis Ayala, entre otros. Debido a que la telenovela se extendió más en la producción de episodios, se grabaron varias escenas en exteriores en Campeche —incluida la Hacienda Uayamón— , en la que las temperaturas fueron de 30 grados centígrados, con una duración de 16 horas de trabajo.

## Banda sonora
| N.º | Título                    | Música                                   | Escritor(es)                     | Duración |  |
| 1.  | «El perdedor»             | Enrique Iglesias ft. Marco Antonio Solís |                                  |          |  |
| 2.  | «Corazones invencibles»   | Aleks Syntek                             | Aleks Syntek                     |          |  |
| 3.  | «Vuelvo a nacer»          | Alex Sirvent                             | Alex Sirvent y Alberto Mantovani |          |  |
| 4.  | «Volver a amar»           | Alex Sirvent                             | Alex Sirvent y Alberto Mantovani |          |  |
| 5.  | «Lo que siento por ti»    | Carlos de la Mota                        | Frank Ceara y Carlos de la Mota  |          |  |
| 6.  | «Mujer prohibida»         | Alejandro Ávila                          | Alex Sirvent                     |          |  |
| 7.  | «Este amor es muy grande» | Banda Los Sebastianes                    |                                  |          |  |

## Audiencia
| Temporada | Horario (CT)                                                                          | Episodios | Primera emisión       | Primera emisión    | Última emisión      | Última emisión     |
| Temporada | Horario (CT)                                                                          | Episodios | Fecha                 | Audiencia (puntos) | Fecha               | Audiencia (puntos) |
| --------- | ------------------------------------------------------------------------------------- | --------- | --------------------- | ------------------ | ------------------- | ------------------ |
| 1         | Lunes a viernes 21:25 - 22:30 h. (eps. 1-195) Domingo 20:00 - 22:00 h. (eps. 196-197) | 196       | 28 de octubre de 2013 | 20.0               | 27 de julio de 2014 | 30.9               |

## Premios y nominaciones

### Premios TVyNovelas 2015
| Categoría                   | Nominado(a)                                             | Resultado |
| --------------------------- | ------------------------------------------------------- | --------- |
| Mejor telenovela            | Angelli Nesma Medina                                    | Nominada  |
| Mejor actriz protagónica    | Angelique Boyer                                         | Nominada  |
| Mejor actor protagónico     | Sebastián Rulli                                         | Ganador   |
| Mejor actriz antagónica     | Daniela Castro                                          | Ganadora  |
| Mejor actor antagónico      | Sergio Sendel                                           | Nominado  |
| Mejor actor antagónico      | Alexis Ayala                                            | Nominado  |
| Mejor primera actriz        | Ana Bertha Espín                                        | Nominada  |
| Mejor actor coestelar       | Luis Roberto Guzmán                                     | Ganador   |
| Mejor actor de reparto      | Osvaldo Benavides                                       | Ganador   |
| Mejor actriz de reparto     | Margarita Magaña                                        | Nominada  |
| Mejor tema musical          | "El perdedor" de Enrique Iglesias y Marco Antonio Solís | Nominados |
| Mejor historia o adaptación | Juan Carlos Alcalá, Rosa Salazar y Fermín Zúñiga        | Ganadores |
| Mejor Reparto               | Lo que la vida me robó                                  | Nominados |

### Premios ASCAP
| Año  | Premio        | Categoría  | Nominados                                          | Resultados |
| ---- | ------------- | ---------- | -------------------------------------------------- | ---------- |
| 2015 | Premios ASCAP | Televisión | El Perdedor Enrique Iglesias y Marco Antonio Solís | Ganadores  |

### Premios SACM
| Año  | Premio       | Categoría  | Nominados                         | Resultados |
| ---- | ------------ | ---------- | --------------------------------- | ---------- |
| 2015 | Premios SACM | Televisión | Corazones Invisibles Aleks Syntek | Ganador    |

### Premios Juventud
| Año  | Premio           | Categoría                   | Nominados       | Resultados |
| ---- | ---------------- | --------------------------- | --------------- | ---------- |
| 2014 | Premios Juventud | Chica que me quita el sueño | Angelique Boyer | Ganadora   |
| 2014 | Premios Juventud | ¡Está buenísimo!            | Sebastián Rulli | Nominado   |
| 2014 | Premios Juventud | Mejor tema novelero         | «El perdedor»   | Ganador    |

### Premios People en Español
| Año  | Categoría                    | Nominado(a)                       | Resultado |
| ---- | ---------------------------- | --------------------------------- | --------- |
| 2014 | Telenovela del año           | Angelli Nesma Medina              | Ganadora  |
| 2014 | Mejor Química en la pantalla | Angelique Boyer y Sebastián Rulli | Ganadores |
| 2014 | Galanazo del año             | Sebastián Rulli                   | Ganador   |
| 2014 | El malo más malo             | Sergio Sendel                     | Ganador   |

### Premios Sol de Oro
| año  | Categoría                 | Nominado(a)       | Resultado |
| ---- | ------------------------- | ----------------- | --------- |
| 2014 | Por su desempeño de actor | Osvaldo Benavides | Ganador   |

### Premios BMI
| Año  | Categoría           | Nominado(a)  | Resultado |
| ---- | ------------------- | ------------ | --------- |
| 2014 | BMI Film & TV Award | Alex Sirvent | Ganador   |

### TV Adicto Golden Awards
| Año  | Categoría                                     | Nominados            | Resultado |
| ---- | --------------------------------------------- | -------------------- | --------- |
| 2013 | Mejor escenografía y utilería                 | Angelli Nesma Medina | Ganadora  |
| 2013 | Premio Especial a la Superación en una Actriz | Daniela Castro       | Ganadora  |
| 2013 | Mejor Primer Actor                            | Rogelio Guerra       | Ganador   |

## Presea Luminaria de Oro 2014
- Reconocimiento por Desempeño a Margarita Magaña.[19]
- Reconocimiento por Desempeño a Luis Roberto Guzmán.[20]